# پرادنیا
پرادنیا (به لاتین: Peradeniya) یک منطقهٔ مسکونی در سری‌لانکا است که در ناحیه کندی واقع شده‌است. پرادنیا ۳۰٬۰۰۰ نفر جمعیت دارد.